# Cuisine palestinienne
La cuisine palestinienne est constituée d'aliments consommés par les Palestiniens, ce qui inclut les habitants des territoires palestiniens, d'Israël, les habitants des camps de réfugiés palestiniens des pays voisins ainsi que la diaspora palestinienne. La cuisine palestinienne provient des populations qui se sont installées en Palestine, en particulier pendant le califat omeyyade. Par la suite, elle a eu des influences perses (califat abbasside) et finalement de fortes influences turques dues aux populations arrivées pendant l'Empire ottoman. Elle est semblable aux autres cuisines du Levant, notamment les cuisines libanaise, syrienne et jordanienne.
Les Palestiniens mangent plusieurs fois par jour, le repas principal étant le déjeuner. Les styles de cuisine varient d'une région à l'autre, les ingrédients et les traditions étant généralement liées au climat de chaque région. Le riz et diverses sortes de kebbeh sont courants en Galilée, les repas en Cisjordanie sont souvent plus copieux et à base de pain taboun (similaire au tabouna tunisien), de riz et de viande, et les habitants de la plaine côtière consomment également du poisson, des fruits de mer et des lentilles. Dans la bande de Gaza, le piment est fréquemment utilisé. Les repas sont généralement pris à domicile mais il est devenu courant de manger à l'extérieur, en particulier lors des fêtes, où sont servis des plats légers tels que des salades, des trempettes et des brochettes de viande.
La région est également à l'origine de nombreux desserts, certains préparés de façon quotidienne et d'autres réservés aux occasions particulières. La plupart des douceurs palestiniennes sont des pâtisseries fourrées avec des fromages sucrés, des dattes ou divers fruits à coque tels que des amandes, des noix et des pistaches. La consommation des boissons varie aussi en fonction des fêtes, par exemple lors du ramadan, où des jus de caroube, tamarin et d'abricot sont consommés après le coucher du soleil. Le café est consommé tout au long de la journée, les boissons alcoolisées ne sont pas très répandues mais certaines, telles que l'arak ou la bière sont consommées par les chrétiens palestiniens et les musulmans moins conservateurs.

## Histoire

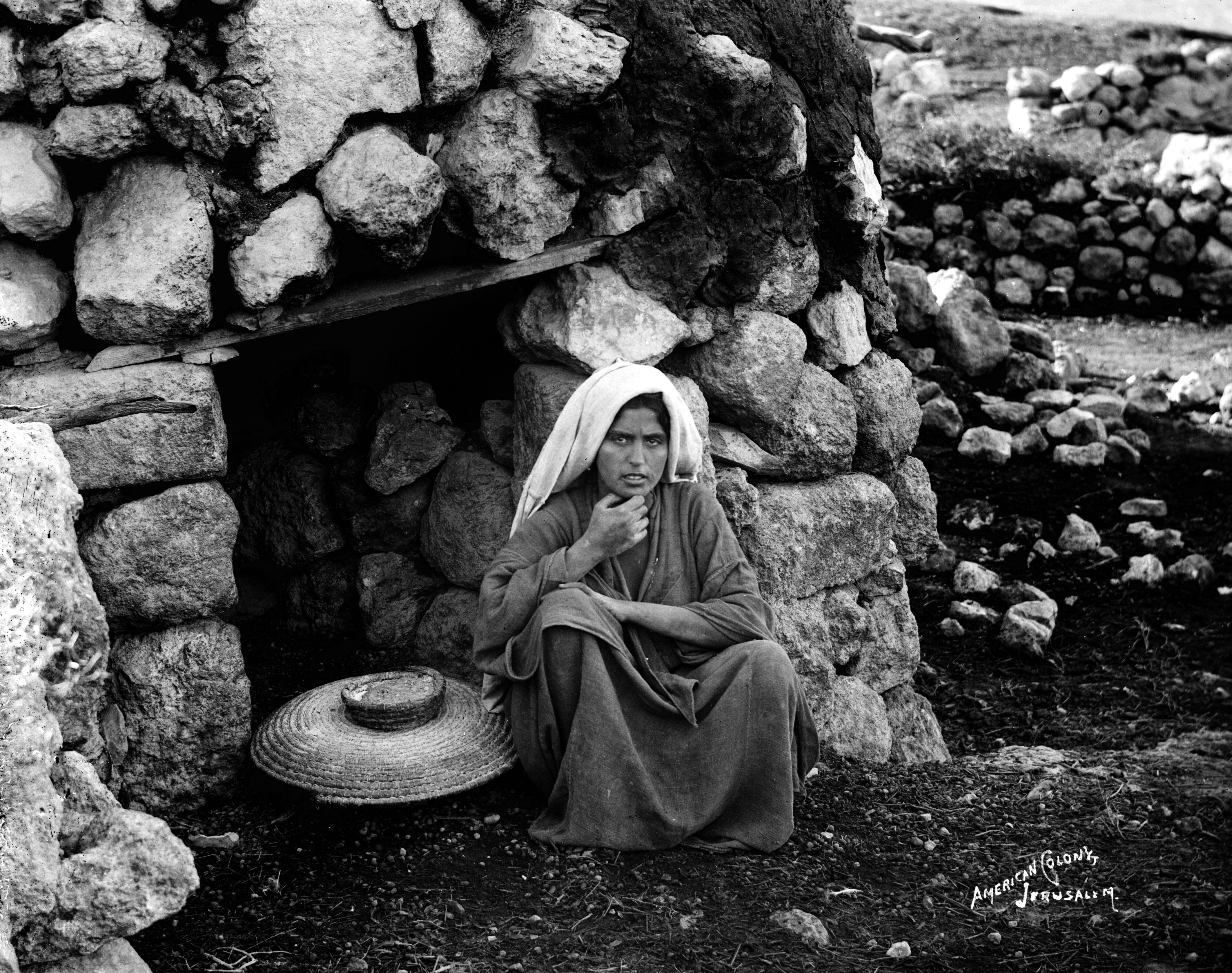
Four communal, taboun, en Palestine (photo prise en 1898-1914 par l'American Colony de Jérusalem).

La Palestine a un passé riche et de ce fait, sa cuisine a reçu des apports de plusieurs cultures. Après avoir été conquise par les Arabes, la Palestine est devenue une province de la Grande Syrie. De ce fait, la cuisine palestinienne est, en de nombreux points, semblable à la cuisine syrienne, en particulier en Galilée. Les plats syro-palestiniens actuels ont généralement été influencés par les apports arabes, arabo-persans et turcs.
Les Arabes qui ont conquis la Syrie et la Palestine avaient des traditions culinaires simples, essentiellement basées sur l'utilisation de riz, d'agneau, de yaourt et de dattes. Cette cuisine simple n'a que peu évolué pendant plusieurs siècles, jusqu'à l'arrivée des Abbassides dont la capitale était Bagdad. À l'époque, Bagdad se trouvait en terre perse et la culture persane fut intégrée à la culture arabe entre le IXe et le XIe siècle, au fur et à mesure que les idées se diffusaient dans le califat abbasside. Le géographe arabe Al-Maqdisi décrit le terroir de la région : « De Palestine proviennent des olives, des figues séchées, des raisins, de la caroube […] de Jérusalem viennent des fromages et les célèbres raisins des espèces connues sous les noms d'Ainuni et de Duri, d'excellentes pommes […] ainsi que des pignons de pin de la variété appelée Quraish-bite, qui n'ont d'équivalent nulle part […] de Sughar and Baysan proviennent des dattes, la mélasse appelée dibs et du riz. »

Aliments cuits sur une dalle de pierre dans un restaurant turc, Jérusalem, entre 1880 et 1920

La cuisine ottomane — la Palestine a été intégrée à l'Empire ottoman en tant que province en 1512-1514 — était en partie constituée de ce qui était devenu, à l'époque, une cuisine arabe « riche ». Après la guerre de Crimée, de nombreuses communautés telles que les Bosniaques, les Grecs, les Français et les Italiens[réf. nécessaire], se sont installées dans la région, en particulier dans les aires urbaines comme Jérusalem, Jaffa et Bethléem. Les cuisines de ces communautés, et en particulier la cuisine des Balkans, ont contribué au caractère de la cuisine palestinienne,. Jusque dans les années 1950-1960, les principaux ingrédients de cuisine de la population rurale palestinienne étaient l'huile d'olive, l'origan et le pain cuit dans un four simple appelé taboun. G. Robinson Lees, en 1905, observait que « le four ne se trouve pas dans la maison mais dans un bâtiment qui lui est propre, propriété conjointe de plusieurs familles dont le devoir est de le maintenir chaud ».

## Cuisines régionales
Il y a trois régions culinaires principales en Palestine : la Galilée, Gaza et la Cisjordanie (qui a ses propres sous-régions culinaires).
En Galilée, le boulghour et la viande (de bœuf ou d'agneau) sont des ingrédients de base qui sont souvent combinés pour donner une variété de plats allant du plat familial à l'accompagnement. En Cisjordanie, les plats sont particulièrement copieux, contrairement aux plats du nord du Levant. Les plats principaux sont à base de riz, de pain pita et de viande rôtie. L'ingrédient de base de la cuisine de Gaza est le poisson, en raison de la proximité de la mer Méditerranée. À Gaza, la cuisine est fortement influencée par la cuisine égyptienne et les assaisonnements les plus courants sont les piments, l'aneth et l'ail. Bien que chaque région offre une cuisine diversifiée, les Palestiniens ne se limitent pas à la cuisine de leur région et les recettes se diffusent entre les régions. L'isolement de Gaza des autres régions limite toutefois la propagation de sa cuisine.

### Galilée

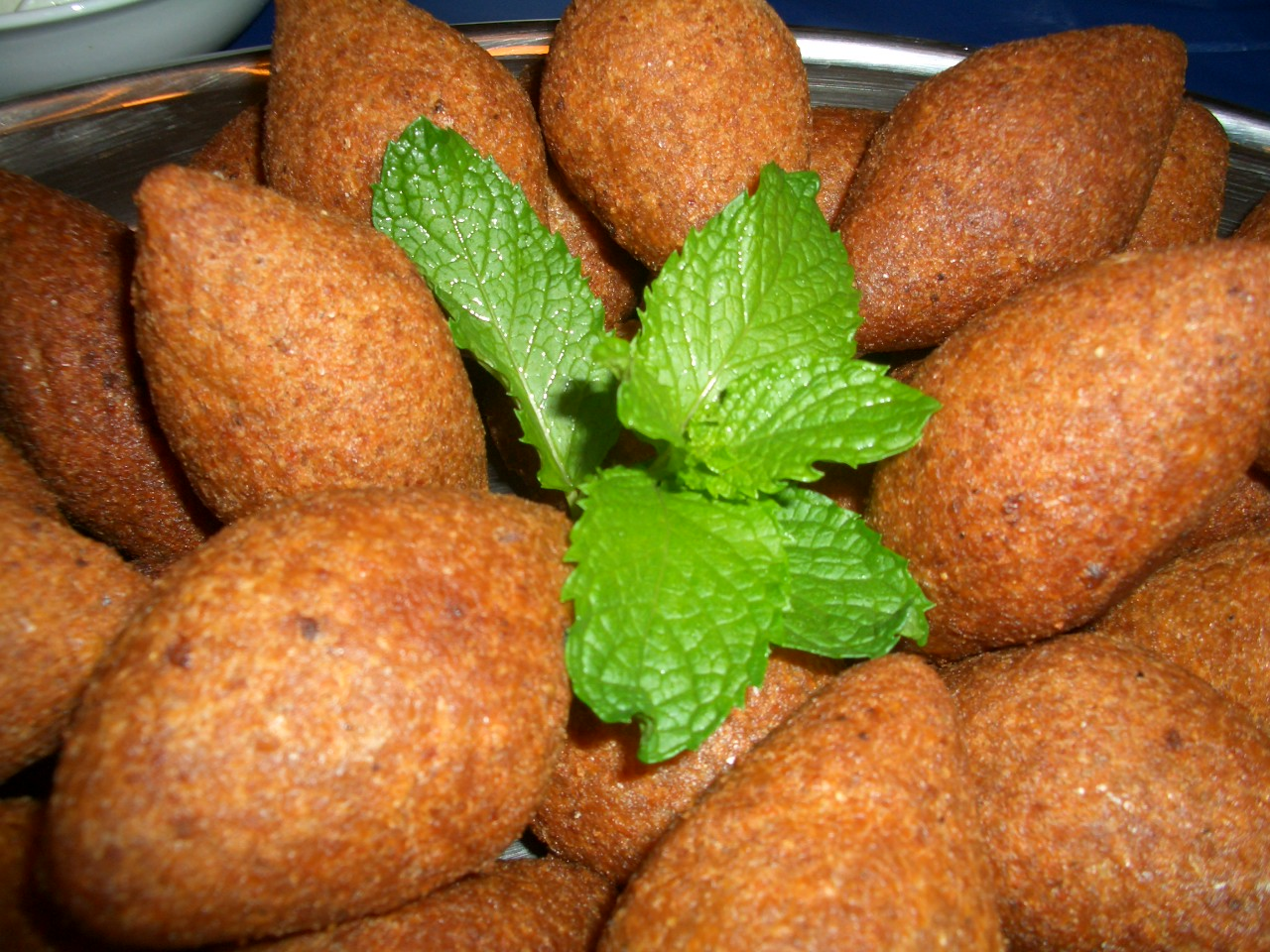
Un plat de kebbeh garni de feuilles de menthe.

La cuisine de Galilée ressemble fortement à la cuisine libanaise, en raison des importants échanges entre la Galilée et le Liban avant la fondation d'Israël. Les spécialités locales sont un certain nombre de plats mélangeant le boulghour, des épices et de la viande, connus sous le nom de kebbeh ou kubbi. Par exemple, le kebbeh bi-siniyee se compose de viande hachée de bœuf ou d'agneau mélangé à du poivre, du piment de la Jamaïque et d'autres épices, le tout cuit dans une croûte de boulghour. Il peut s'agir d'un plat principal. Le kebbeh nayeh est une variante de kebbeh avec de la viande crue, plutôt servi comme accompagnement. Comme la viande est crue, les éventuels restes sont cuits ou frits le lendemain,.
Le manakish est un plat fréquent au petit déjeuner. Il s'agit d'une sorte de pizza garnie de fromage, d'huile d'olive, d'origan, de sésame, d'oignons, avec des épices et une sauce piquante. Il se marie bien avec une tasse de thé, des légumes frais, des herbes, des olives et du labneh. Le lahm bi ajeen (littéralement : « viande avec de la pâte ») ou sfiha est semblable au manakish.
L'un des plats de fête de Galilée se compose de viande rôtie (par exemple de l'agneau) et d'un mélange de riz et d'agneau émincé, assaisonné avec plusieurs épices et généralement garni de persil haché et de fruits à coque grillés. Le shish kebab, ou lahme mashwi, et le chich taouk sont des brochettes de viande et sont souvent servies après un assortiment d'entrées appelé maza.
Le maza est un assortiment d'entrées qui comprend notamment du houmous (parfois garni de viande), du baba ganousch, du taboulé, du labneh, des feuilles de vigne (souvent farcies à la viande, parfois aux légumes), des kebbeh, des olives, etc.
L'akkawi est un fromage à pâte molle consommé dans tout le Moyen-Orient, originaire de la ville côtière d'Acre (Akka).

### Cisjordanie

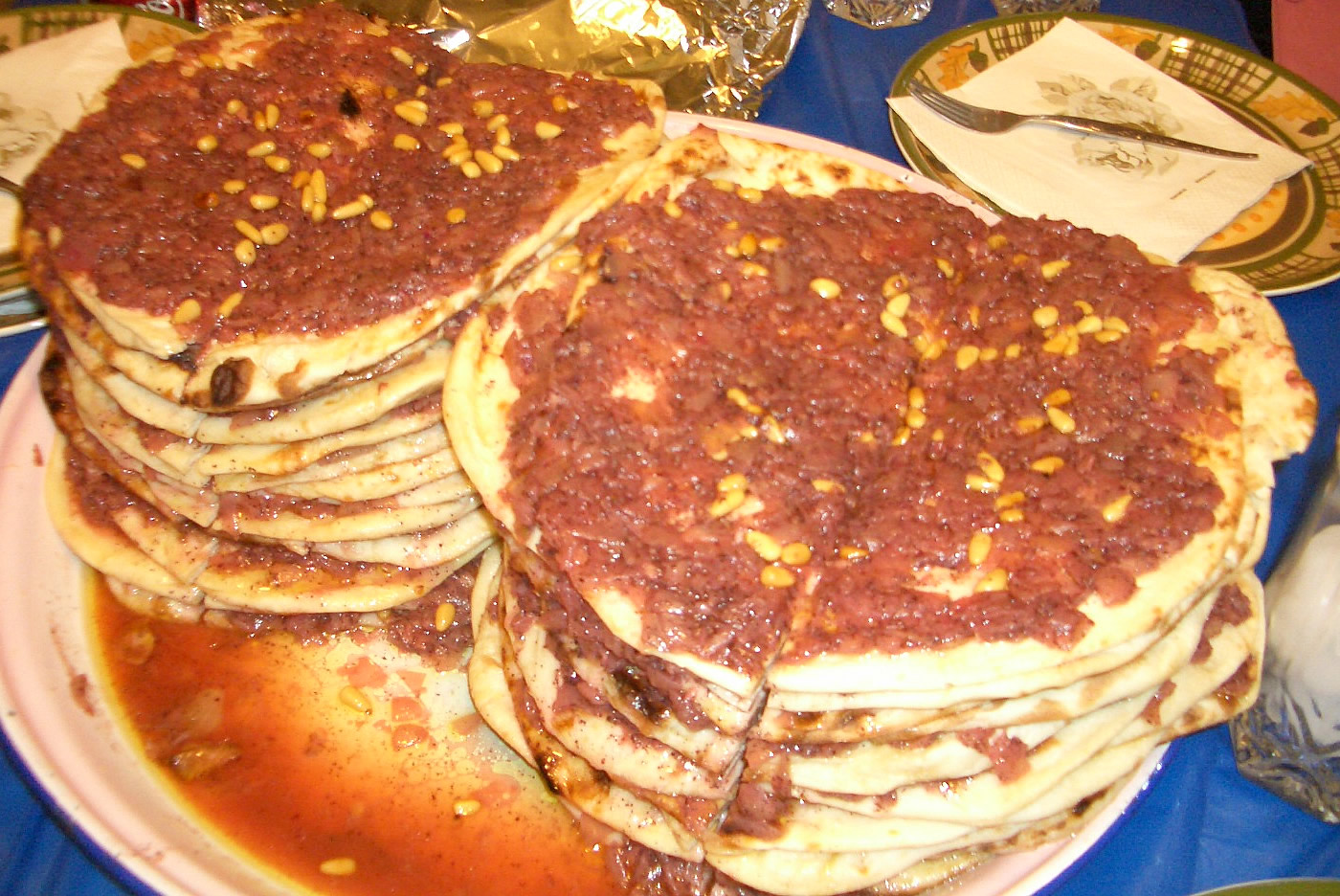
Du musakhan.

Le musakhan est un plat principal assez répandu, originaire de la région de Jénine et Tulkarem dans le nord de la Cisjordanie. Il se compose de pain taboun garni de poulet rôti, d'oignons frits, de baies de sumac des corroyeurs, de piment de la Jamaïque et de pignons de pin.
Le maklouba est un plat de riz et d'aubergines cuites au four, mélangés avec du chou-fleur, des carottes et du poulet ou de l'agneau, le tout cuit dans une cocotte et retourné. Il s'agit d'un plat datant du XIIIe siècle et répandu dans tout le Levant mais plus particulièrement en Palestine.

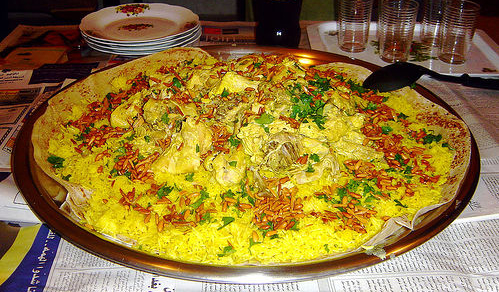
Un plat de mansaf.

Le mansaf est un plat traditionnel du centre de la Cisjordanie et de la région du Néguev, élaboré à l'origine par la population bédouine. Il est généralement préparé pour des occasions telles que les fêtes, mariages et autres rassemblements. Il consiste en de gros morceaux d'agneau sur du pain taboun recouvert de riz jaune. On verse par-dessus une sorte de yaourt épais à base de lait de chèvre, le jameed, ce qui lui donne un goût distinctif. Le plat est aussi garni d'amandes et de pignons de pin grillés. La tradition veut que l'on mange ce plat avec la main droite. Par politesse, les convives prennent des morceaux de viande à la main pour les servir à leur voisin.
En plus de ces plats, les régions de Cisjordanie élaborent des confitures de fruits. Dans la région d'Hébron, la vigne est la culture principale. Les familles de la région récoltent les grains au printemps et en été pour en faire divers produits tels que des raisins, des confitures et de la mélasse (dibs),. La région de Bethléem, en particulier la ville de Beit Jala et le village de Jifna, est connue pour ses abricots et confitures d'abricots, ainsi que Tulkarem pour ses olives et son huile d'olive.

### Gaza
La cuisine de la bande de Gaza est influencée à la fois par l'Égypte voisine et par sa position sur la côte méditerranéenne. L'aliment de base de la majorité des habitants de Gaza est le poisson. L'industrie de la pêche à Gaza est importante. Le poisson y est souvent servi grillé ou frit, après avoir été farci de coriandre, d'ail, de piments rouges, de cumin et mariné dans un mélange de coriandre, piments rouge et citrons hachés,. L'influence égyptienne se fait sentir dans l'usage des piments, de l'ail et de la blette dans l'assaisonnement des plats. Le zibdieh est un mets élaboré dans un plat en argile qui se compose de crevettes cuites dans un ragoût de tomates pelées, d'ail, de piments et d'huile d'olive. Les crabes sont cuits puis farcis avec une pâte de piments rouges appelée shatta.
Le sumaghiyyeh est un plat originaire de Gaza, à base de baies de sumac broyées et trempées dans l'eau, mélangées avec du tahini. Le mélange est ajouté à des blettes tranchées, des morceaux de bœuf mijotés et des pois chiches, le tout assaisonné à l'aneth, à l'ail et aux piments. Ce plat est souvent dégusté froid avec du pain (khoubz).
La rummaniyya est préparée de diverses manières selon la période de l'année et est faite avec des pépins de grenade, des aubergines, du tahini, de l'ail, des piments et des lentilles.
Le fukharit adas est un ragoût de lentilles, cuit longuement et aromatisé avec des piments rouges émincés, de l'aneth, de l'ail et du cumin. Il est traditionnellement préparé en hiver et au début du printemps.
Le qidra est un mets de riz nommé d'après le plat en terre et le four dans lesquels il est cuit. Le riz est cuit avec dans le plat des morceaux de viande, souvent de l'agneau, des gousses d'ail entières, des pois chiches, de la cardamome et d'autres épices telles que le curcuma, la cannelle, le piment de la Jamaïque, la noix de muscade et le cumin. Le fatteh ghazzawiyyeh est un plat de riz cuit dans un bouillon de viande et aromatisé avec des épices douces telles que la cannelle. Le riz est alors disposé en couche sur un pain fin appelé farasheeh ou markouk, couvert de beurre clarifié et surmonté de poulet ou d'agneau farci. Ce plat est accompagné d'une sauce au citron et aux piments verts.

## Types de plats

### Types de pains

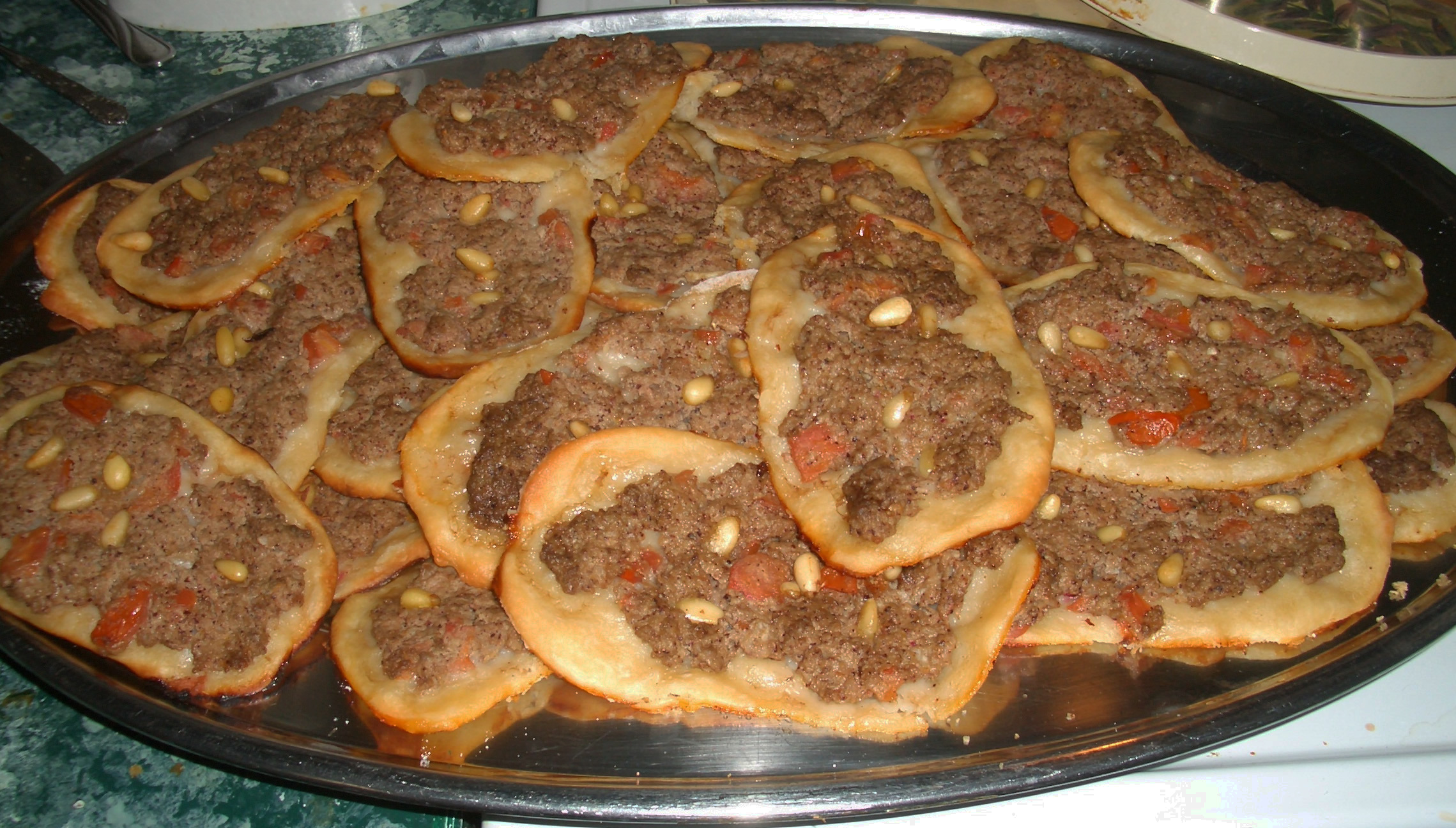
Des sfiha.

On trouve en Palestine plusieurs variétés de pains. Ceux-ci incluent notamment le khoubz, le pain pita et le taboun. Le khoubz est un pain de tous les jours et est similaire au pain pita. Il fait souvent office de couvert : en déchirant un morceau de la taille d'une bouchée, il est possible de s'en servir pour ramasser du houmous ou du fūl. Le markouk est un pain azyme très fin, presque transparent lorsqu'il est déplié. Le taboun tire son nom du four dans lequel il est cuit.

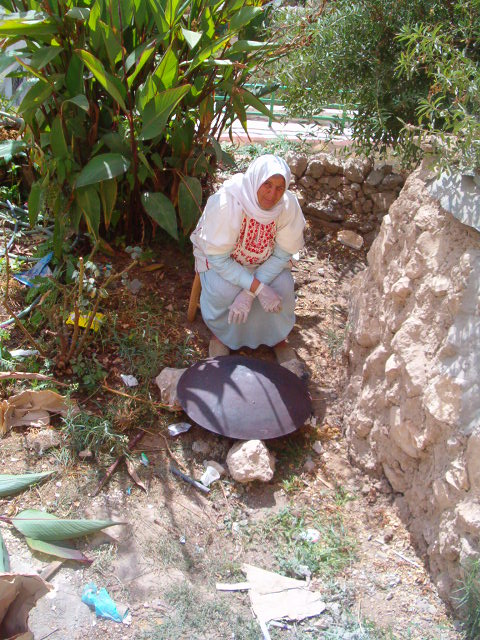
Femme palestinienne cuisant du pain markouk près de Bethléhem.

Il y a plusieurs mets de type sandwich et pizza en Palestine, notamment les manakish, sfiha, fatayer et shawarma. Le manakish est un pain plat, souvent recouvert de zaatar et d'huile d'olive. Les sambousek et fatayer sont des beignets cuits au four ou frits, farcis de viande hachée, d'oignons ou de pignons de pin. Les fatayer sont généralement de forme triangulaire et contrairement aux sambousek, ils peuvent être fourrés aux épinards ou au zaatar.
Le sfiha est un petit pain plat agrémenté d'agneau et de piments rouges cuits ou de tomates. Les shawarma sont généralement sous forme d'un long rouleau de pain khoubz rempli de lamelles de viande d'agneau ou de poulet, de concombres, de navets marinés, de tomates, d'oignons et de tahini. Les shawarma à l'agneau peuvent également être servis en tranches sur une assiette, avec du tahini en accompagnement. Les falafels sont des boulettes frites de fèves ou de pois chiches avec du persil et des oignons. Ils sont souvent servis et mangés enveloppés dans du khoubz.

### Mahashi

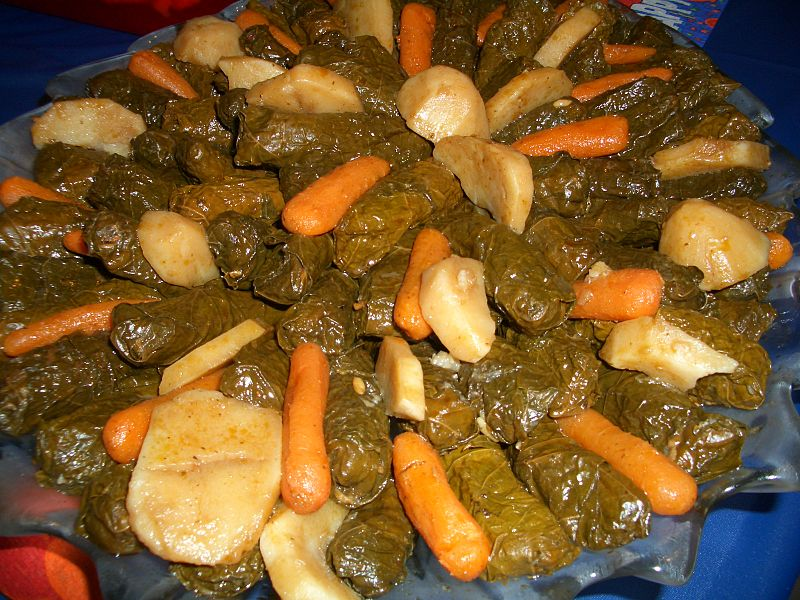
Une portion familiale de waraq al-'ainib.

Les plats mahashi sont composés de légumes farcis tels que des aubergines, potirons, courges, pommes de terre et carottes, ainsi que des feuilles de vigne, de chou et parfois de blette. La préparation des mahashi est longue et délicate, c'est pourquoi ils sont souvent préparés la veille. Dans un même foyer, le roulage et la farcissure sont souvent assurés par plusieurs femmes pour répartir les efforts.
Le waraq al-'ainib (feuilles de vigne ; plat plus connu sous le nom de dolma dans les pays occidentaux et les Balkans), est un plat mahashi réservé aux grandes occasions. Les feuilles de vigne sont généralement enroulées autour d'un mélange de viande hachée, de riz blanc et de tomates en dés. La viande n'est pas toujours présente dans ce plat. Le waraq al-'ainib est ensuite cuit et servi à la douzaine sur une grande assiette, et accompagné de rondelles de pommes de terre bouillies, de carottes et de morceaux de viande d'agneau. Les kousa mahshi sont des courges ou courgettes farcies des mêmes ingrédients que les waraq al-'ainib et sont généralement servis en accompagnement de grands repas. Quand ils sont préparés en grand nombre, on les appelle waraq al-'ainib wa kousa.

### Trempettes et accompagnements

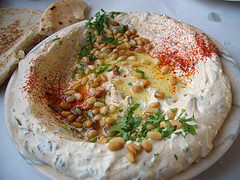
Une assiette de houmous garni de paprika, d'huile d'olive et de pignons de pin.

Les trempettes et accompagnements tels que le houmous, le baba ganousch ou moutabal et le labneh sont courants au petit déjeuner et au dîner.
Le houmous est un accompagnement de base de la cuisine palestinienne. Son ingrédient principal, le pois chiche, est consommé par l'être humain depuis plus de 10 000 ans. Ils étaient consommés en Palestine ancienne avant l'an 4000 av. J.-C. Les pois chiches étaient l'une des premières plantes cultivées en Mésopotamie et étaient une nourriture de rue commune dans la Rome antique. En Palestine, les pois chiches sont souvent servis en tant que houmous bi tahini, bouillis et broyés puis mélangés à du tahini (pâte de sésame) et parfois du jus de citron. Il est souvent arrosé d'huile d'olive et parfois garni de paprika, d'origan et de pignons de pin ; ces derniers sont plus particulièrement utilisés en Cisjordanie. Les pois chiches peuvent aussi être mélangés à du fūl medames (pâte de fèves), ce qui donne un plat très différent, au goût distinctif et de couleur brune, le mukhluta.
Le baba ganousch est un caviar d'aubergine, utilisé comme trempette, avec plusieurs variantes. Toutes sont à base d'aubergines grillées et réduites en purée, avec du tahini, recouvertes d'huile d'olive, et peuvent ensuite être assaisonnées avec de l'ail, des oignons, des piments, des graines de cumin broyées, de la menthe et du persil. Le moutabal en est une variante plus épicée qui tire son piquant des piments verts.
Le jibneh arabieh ou jibneh baida est un fromage semblable à la feta et servi avec les plats mentionnés ci-dessus. L'akkawi est une variété courante de jibneh baida, à la texture plus lisse et au goût moins salé. Le labneh est un lait fermenté servi soit sur une assiette avec de l'huile d'olive et du zaatar, soit dans un sandwich de khoubz.

### Salades

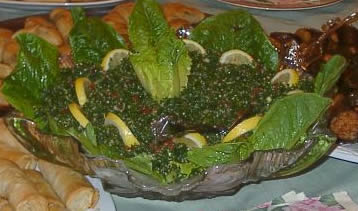
Taboulé avec de la laitue et des tranches de citron.

La salatah arabieh ou « salade arabe » accompagne la plupart des repas. Elle est constituée principalement de laitue romaine, de tomates et de concombres. La laitue est coupée en longues bandes puis hachée de manière à obtenir de fins brins, les tomates et les concombres sont coupés en dés. Le persil haché finement et la menthe lui donnent un goût particulier. L'assaisonnement final se fait avec une pincée de sel, du jus de citron frais et de l'huile d'olive.
La salade arabe la plus courante est la salatat bandura (« salade de tomates »). Il s'agit de tomates en dés et de concombres, avec de l'huile d'olive, du persil, du jus de citron et du sel. Selon la région, elle peut aussi comporter de la ciboule et de l'ail.
Le taboulé est une salade méditerranéenne originaire du Levant, à base de persil, de boulghour, de tomates en dés et de concombres, assaisonnée de jus de citron et de vinaigre. Le plus grand plat de taboulé au monde a été préparé en 2006 par des cuisiniers palestiniens à Ramallah en Cisjordanie. Le maftoul est également parfois consommé.

Le fatouche est une salade de pain grillé consommée dans les plats mezze au Moyen-Orient, persil, concombre haché, radis, tomates et ciboule, avec du sumac. Le dagga est une salade de Gaza généralement préparée dans un plat en argile ; il s'agit d'un mélange de tomates écrasées, de gousses d'ail, de piments rouges, d'aneth et d'huile d'olive. On l'arrose de jus de citron au moment de servir.

### Mets sucrés

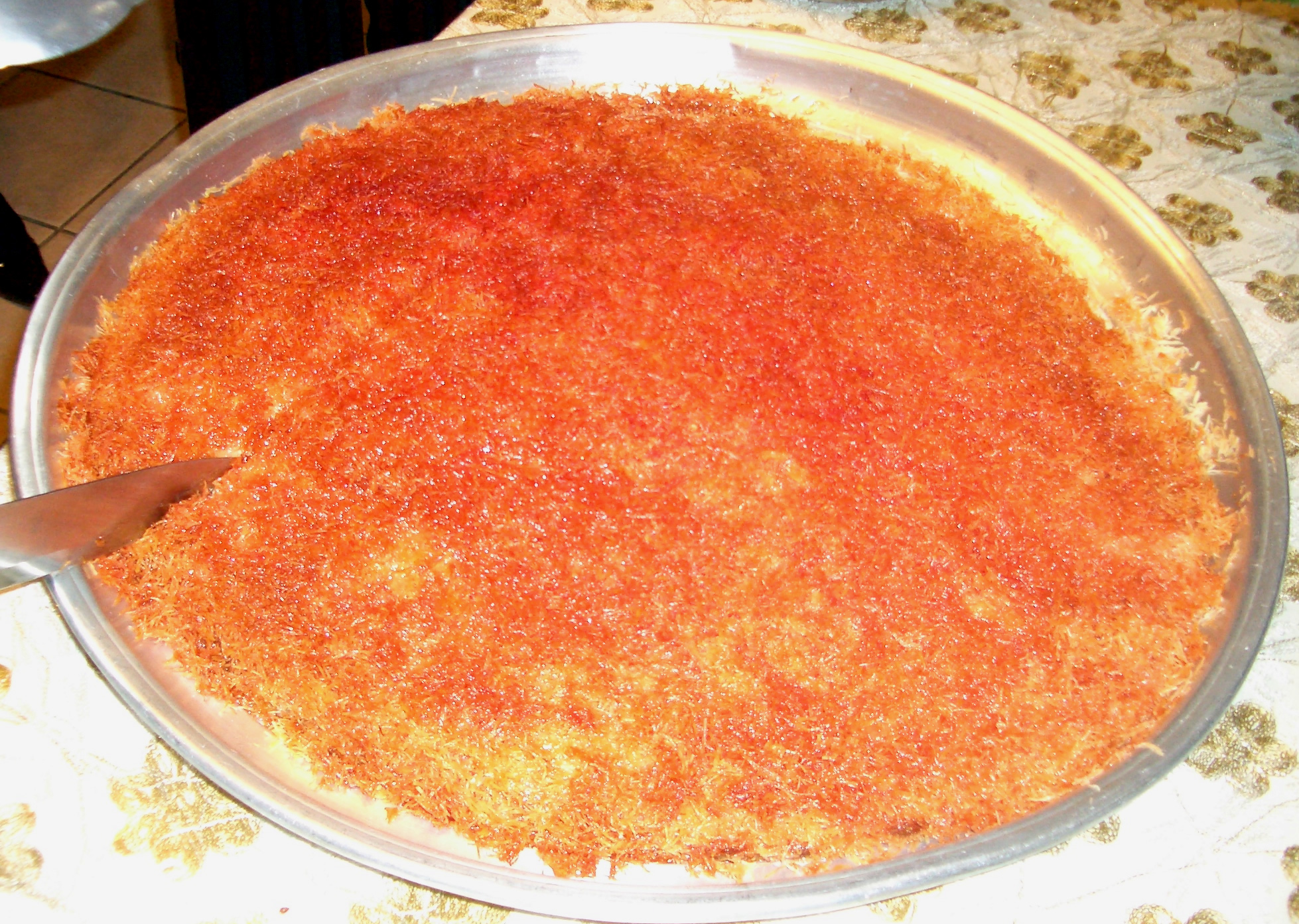
Un plat de kenafeh.

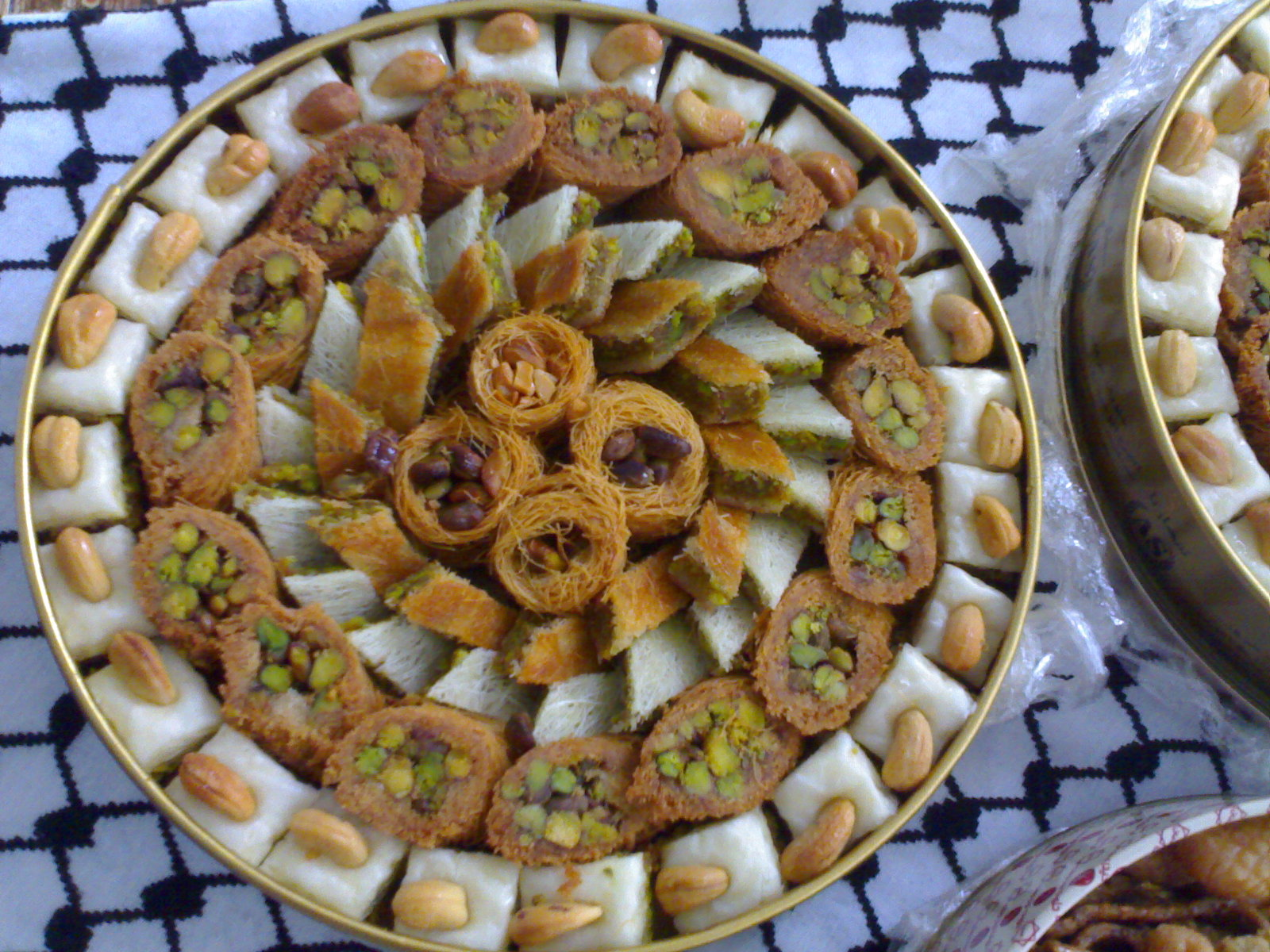
Des baklavas de Naplouse.

Les desserts moyen-orientaux et turcs sont les plus populaires, dont notamment les baklavas, le halva et le kenafeh, ainsi que d'autres pâtisseries à base de semoule et de blé. Les baklavas sont des pâtisseries faites de fines feuilles de pâte phyllo fourrées à la pistache et aux noix et édulcorées au miel. Le burma til-kadayif, ou burma, très populaire à Jérusalem-Est, est fourré des mêmes ingrédients que les baklavas mais sa forme est cylindrique et il est fait de pâte de kenafeh au lieu de la pâte phyllo. Le halva est une confiserie à base de semoule sucrée et servie en tranches. Le mouhalabiyeh est un gâteau de riz fait avec du lait et recouvert de pistaches ou d'amandes.
Le kenafeh (kenafeh bil-jibn) est une pâtisserie connue dans le monde arabe et en Turquie. Cette pâtisserie est fait de cheveux d'anges (filaments de pâte) et d'un fromage sucré avec du miel. La couche supérieure est souvent colorée en orange avec du colorant alimentaire et recouverte de pistaches broyées. Le kenafeh de Naplouse est célèbre, notamment parce qu'il contient un fromage local appelé nabulsi.

### En-cas
En Palestine, il est courant pour l'hôte de servir à ses invités des fruits secs, diverses noix et graines et des dattes. On sert également des graines rôties et salées de pastèque, de courge et de tournesol, ainsi que des pistaches et des noix de cajou. Les graines de pastèque, appelée bizir al-bateekh, sont souvent consommées en discutant, en jouant au cartes, en fumant le narguilé, avant ou entre les repas.

## Structure du repas
Tous les aspects de la culture palestinienne sont liés à l'alimentation, qu'il s'agisse de la vie quotidienne ou des occasions particulières telles que les mariages et jours de fête. Les repas forment un cycle et il y en a généralement deux principaux et plusieurs intermédiaires, comme le café, les fruits et sucreries, et le dîner. Comme dans la plupart des cultures arabes, ce sont des moments partagés en famille et les repas peuvent durer 1 à 2 heures selon le moment de la journée. Contrairement à d'autres cultures, le repas principal est le déjeuner, tandis que le petit déjeuner et le repas du soir sont plus légers.
- Iftur désigne le petit déjeuner, qui est constitué d’œufs frits, d'olives, de labneh, d'huile d'olive ou de confitures. On y sert également du houmous bi tahini[25].
- Gheda est un terme qui désigne le déjeuner, généralement prix tard dans l'après-midi. C'est le repas le plus copieux de la journée et les ingrédients principaux incluent le riz, l'agneau, le poulet, des légumes cuits et des mahashi[8],[25].
- Asrouneh, qui dérive du mot aasr (« après-midi ») désigne les divers fruits et légumes servis après le gheda[25].
- Asha désigne le repas du soir, généralement pris entre 20 heures et 22 heures. L'asha est plus simple que le gheda et inclut les fatayer, houmous bi tahini, diverses salades et une sorte d'omelette appelée ijee[25].
- Hilew : douceurs servies après ou juste avant l'asha, ainsi qu'aux invités. Il s'agit souvent de baklavas ou de mouhalabiyeh.
- Shay wa kahwe : le thé et le café sont servis tout au long de la journée : avant, pendant, après et entre l'iftur, le gheda et l'asha.

## Repas à l'extérieur

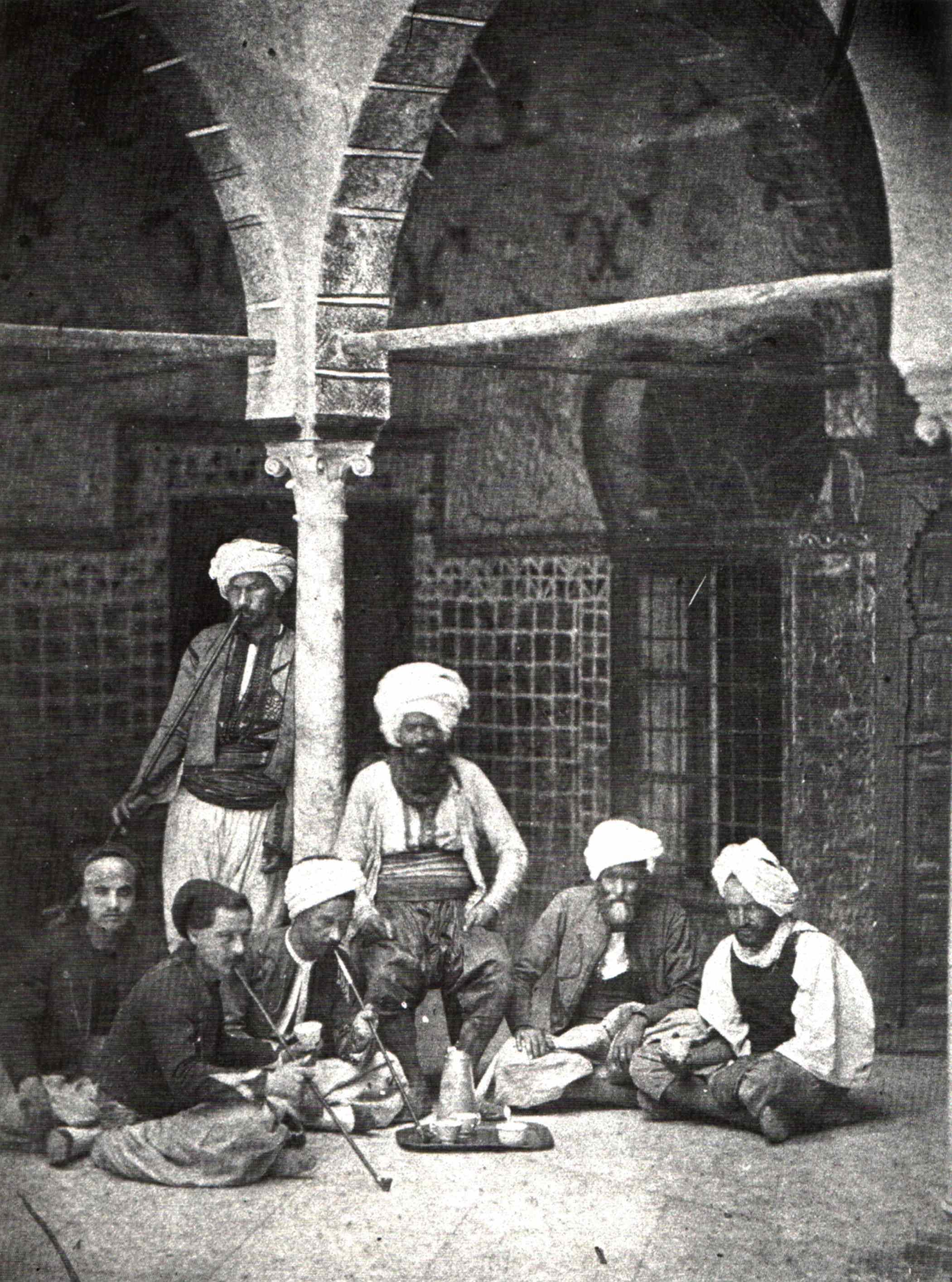
Un maqhah à Jérusalem sous l'Empire ottoman (1858).

- Les mata'im (restaurants) offrent un grand choix de mezzés froids. En particulier, on y sert du houmous bi tahini, du mukhluta, et parfois une dizaine de sortes de taboulés, de fatouche, de salades d'aubergine, de piments et de chou rouge, et d'autres plats cuisinés par le chef. Les kebbeh et sfiha sont les principales entrées chaudes servies. Généralement, les restaurants servent peu de repas copieux et servent plutôt des plats tels que les chich kebab, chich taouk, du carré d'agneau et des blancs de poulet[31].
- Les al-maqhah (cafés) servent des boissons chaudes, froides et non alcoolisées, et sont généralement réservés à la clientèle masculine qui peut y jouer aux cartes, au backgammon et y fumer le narguilé[31].
- Les coffee shops : on les trouve dans les quartiers modernes des villes principales. Bien qu'ils utilisent ce nom anglais, les consommations servies sont aux goûts du Moyen-Orient. Ce sont des lieux de rassemblement pour une clientèle plus jeune, masculine et féminine, qui peut y fumer le narguilé et y boire du café et du thé. Ces établissements ne servent généralement pas de nourriture.
- Les mahal 'hilewayet sont des établissements situés dans les souks des villes principales, qui servent des douceurs traditionnelles telles que le kenafeh, les baklavas et des biscuits à l'anis[32].
- Les mahal falafel[33] sont des échoppes servant principalement des falafels et des shawarma[34].

## Boissons
Pendant les périodes de chaleur, et durant le ramadan, les jus de fruits pressés sont bus. En hiver, la boisson moyen-orientale sahlab est parfois consommée, une boisson chaude à base de lait sucré et de salep.
L'arak est une boisson couramment consommée par les Palestiniens chrétiens et certains musulmans qui ne sont pas observants. C'est une boisson alcoolisée anisée, translucide, et que l'on mélange à de l'eau pour l'adoucir, ce qui lui donne une couleur blanchâtre. On boit de l'arak avec les mezzés, ainsi qu'au cours des fêtes, mariages et rassemblements. On consomme également de la bière en Palestine. La seule brasserie des territoires palestiniens se trouve à Taybeh en Cisjordanie. Elle produit également de la bière sans alcool pour la clientèle musulmane. Les sodas sont également répandus dans les foyers palestiniens, et il y a une usine d'embouteillage de Coca-Cola à Ramallah, ainsi que des centres de distributions à Gaza, Hébron et Naplouse. Il y avait une usine Pepsi-Cola à Gaza mais elle a fermé en 2007.

### Café et thé

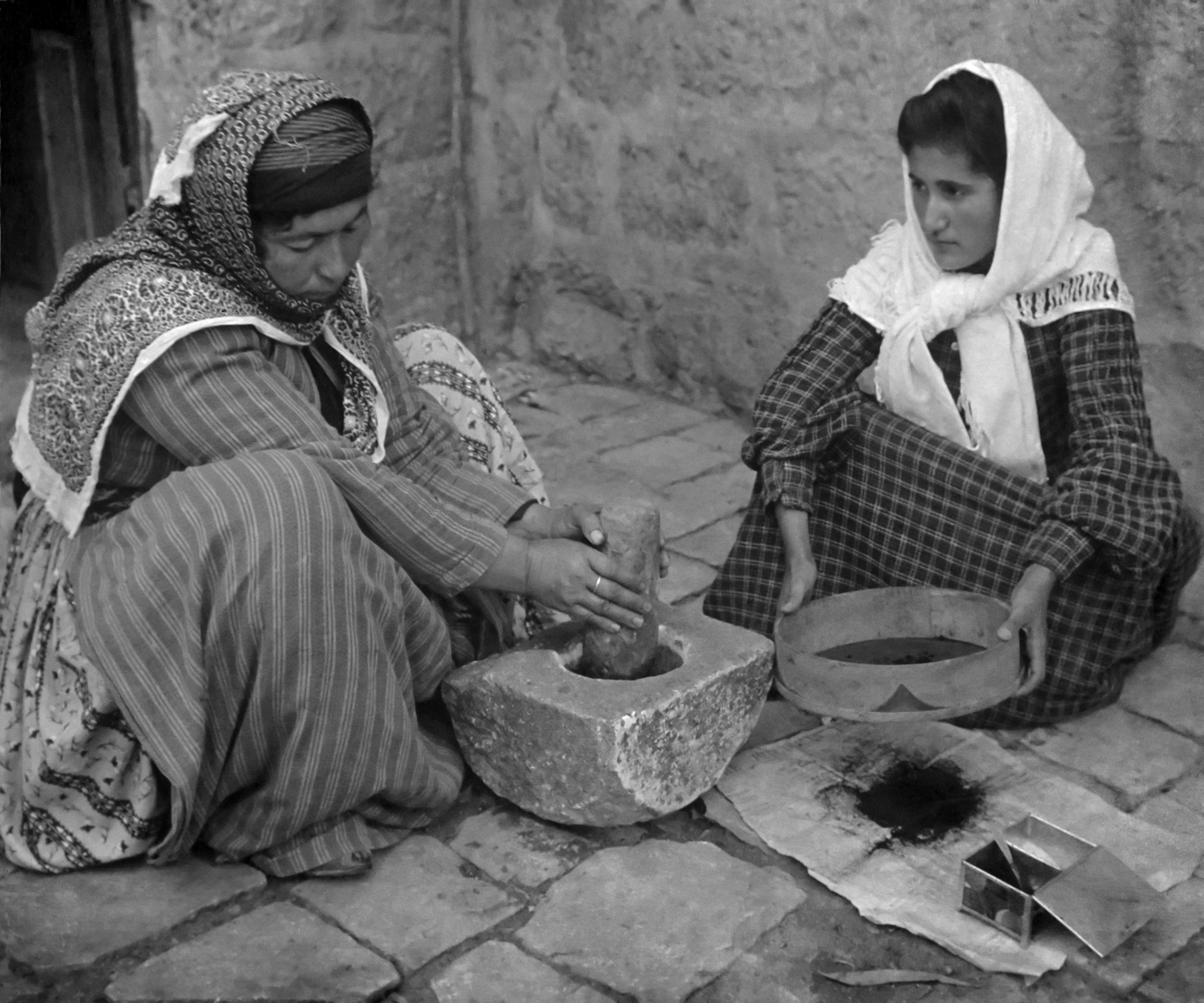
Femmes palestiniennes moulant du café (1905).

Le café est servi le matin et au long de la journée, tandis que le thé est plutôt siroté le soir. Le thé est généralement parfumé à la menthe (na'ana) ou à la sauge (maramiyyeh). Le café est généralement préparé à la turque ou à la manière arabe. Le café « à l'arabe » est semblable au café turc mais parfumé à la cardamome et habituellement non édulcoré.
Chez les Bédouins et la plupart des populations arabes de la Palestine, le café amer ou gahwah sadah (« café nature ») était un signe d'hospitalité. Le café était servi selon un rituel : l'hôte ou son fils aîné servait les invités, assis selon leur âge et leur rang, dans le sens des aiguilles d'une montre, en versant le café (contenu dans une casserole en laiton) dans de très petites tasses. La politesse voulait que chaque invité n'accepte que trois tasses de café et finisse la dernière en disant Daymen, ce qui se traduit par « toujours », mais signifie : « Puissiez-vous toujours avoir les moyens de servir du café. »

## Cuisine de fête
Les plats de fêtes, celles-ci comprenant les fêtes familiales et religieuses à la fois des musulmans et des chrétiens, diffèrent fortement des plats de la vie quotidienne.

### Ramadan
Autrefois pendant le ramadan, le musaher d'une ville criait et jouait du tambour pour réveiller les habitants pour le repas d'avant-jeûne, le suhoor (« de l'aube »), généralement entre 4 heures et 6 heures du matin. Il s'agit d'un repas léger, avec du labneh, du fromage, du pain, des œufs (frits ou pochés) et diverses boissons. L'appel à la prière du muezzin indiquait le début du jeûne (saoum).
La rupture du jeûne, ou iftar, débute traditionnellement avec la consommation de dattes et d'une boisson fraîche. Les Palestiniens font des boissons à base de tamarin (tamar hindi), de réglisse (sous), de caroube (kharroub) ou d'abricots (qamar eddine). Le tamar hindi est préparé en laissant tremper du tamarin dans l'eau pendant plusieurs heures, il est ensuite pressé, édulcoré et mélangé à de l'eau de rose et du jus de citron. Le kharroub est préparé de la même façon à partir de la caroube. Le qamar eddine est fait à partir d'abricots séchés que l'on fait ensuite bouillir avant de laisser refroidir.
Lors de l'iftar, les dattes sont suivies d'une soupe de lentilles, de légumes ou de frikeh. Le frikeh est une préparation de blé vert grillé et concassé. Pour la soupe (shurbat frikeh), il est cuit dans du bouillon de volaille. De nombreux plats différents et de toutes les tailles sont servis pendant l'iftar. Parmi les petits plats, on trouve le bamia, (okras en sauce tomate), la mloukhiya (ragoût de corète potagère) et le maqali, un assortiments de tomates, aubergines, pommes de terre, piments et courgettes grillés. Le frikeh, nature ou pilaf, est souvent servi en accompagnement. Chaque foyer prépare de la nourriture supplémentaire, la même que celle consommée dans le foyer, pour en offrir aux voisins ou à ceux qui n'en ont pas les moyens.

### Desserts de fêtes

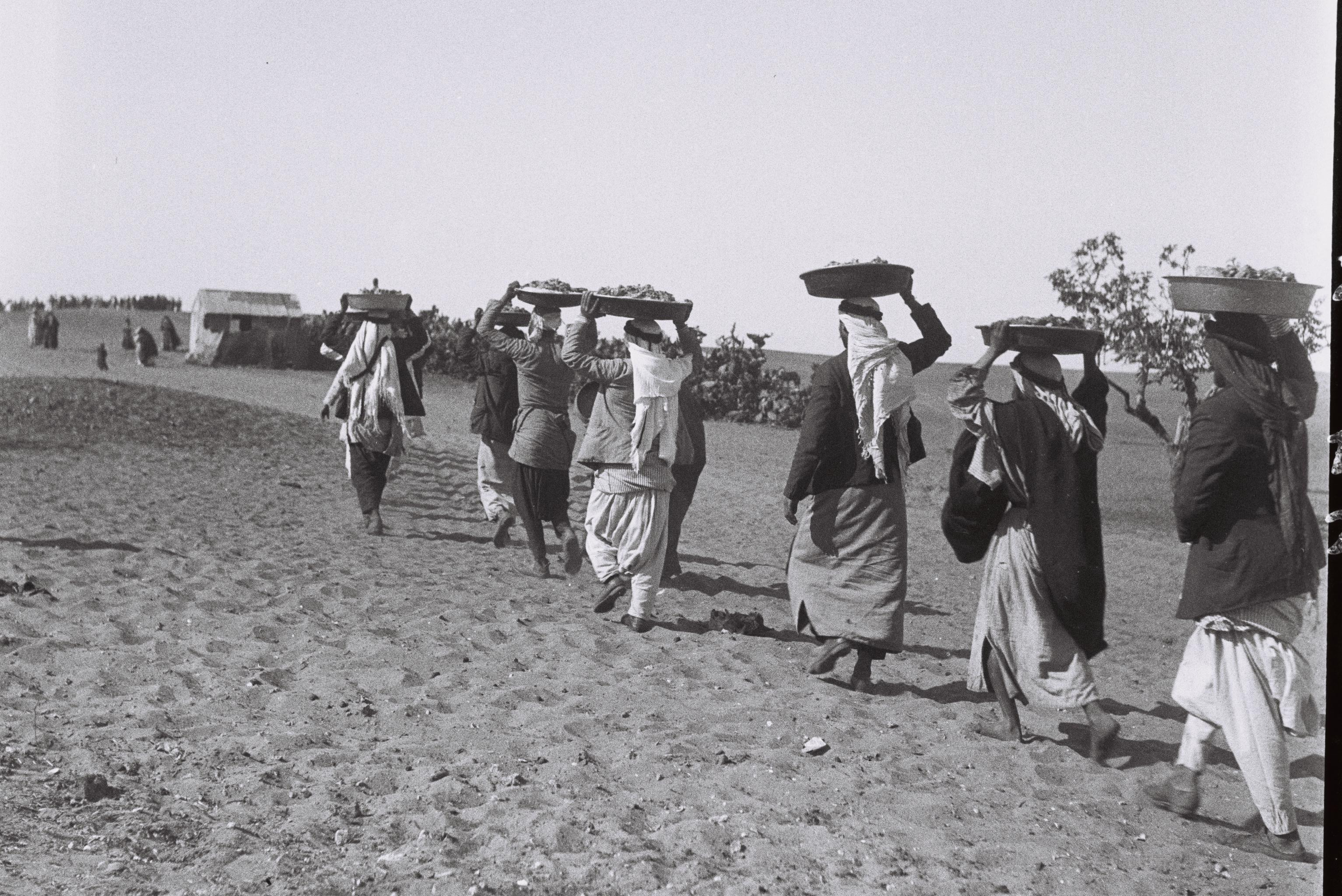
Arrivée de plats de nourriture pour le mariage d'un fermier arabe dans le Negev, 1934

Le qatayef est un dessert palestinien réservé à la période du ramadan. On les trouve aussi bien dans les foyers qu'à la vente dans la rue. Le terme qatayef désigne le dessert lui-même mais plus spécifiquement la pâte qui sert de base pour sa confection. La pâte est versée dans un plat circulaire chaud, lui donnant l'apparence d'une crêpe, à ceci près qu'un seul côté est cuit puis replié sur lui-même. On remplit le chausson ainsi obtenu soit avec du fromage de chèvre (non salé), soit avec des noix moulues et de la cannelle. Il est ensuite cuit puis servi avec un sirop chaud ou du miel.
Les ka'ak bi 'awja sont des biscuits à base de semoule. Ils peuvent être fourrés aux dattes ou aux noix et s'appellent alors ma'amoul. Il s'agit d'un dessert traditionnel préparé par les chrétiens à Pâques, mais on en prépare aussi à la fin du ramadan pour l'Aïd el-Fitr, ainsi que pour l'Aïd al-Adha,. Pendant le Mawlid — la fête commémorant la naissance du prophète Mahomet — on prépare des zalabieh, qui sont de petites boules croustillantes de pâte frite plongées ensuite dans du sirop.
Pour la naissance d'un enfant, on prépare un dessert appelé mughli qui est fait de riz broyé, de sucre et d'un mélange d'épices, le tout garni d'amandes, de pignons de pins et de noix. La première dent d'un enfant est célébrée avec un bol de blé ou d'orge sucrés. Pour la circoncision d'un enfant, on sert des baklavas et des burma. Les familles chrétiennes en deuil préparent une petite brioche appelée rahmeh, qui est consommée en mémoire du défunt et pour bénir son âme. Après une messe funèbre, l'Église grecque orthodoxe sert un plateau de blé cuit et recouvert de sucre et de confiseries.